# Янь, Яки
Яки Янь (англ. Yaki Yen, кит. 殷亞吉; 21 апреля 1989, Пуэрто-дель-Росарио, Испания) — тайваньский футболист испанского происхождения, защитник китайского клуба «Циндао Хайню» и сборной Тайваня.

## Биография
Родился 21 апреля 1989 года в испанском городе Пуэрто-дель-Росарио, в семье выходца из Тайваня и испанки.

### Клубная карьера
На профессиональном уровне дебютировал в 2008 году в составе клуба третьей испанской лиги «Фуэртевентура». По итогам сезона клуб вылетел в четвёртый дивизион и сезон 2009/2010 игрок начал там. Зимой 2010 года покинул команду и подписал контракт с клубом из третьей лиги «Лусена», где играл до конца сезона. Летом 2010 года вернулся в четвёртую лигу, где выступал за команды «Атлетико Гранадилья», «Пахара» и «Эль-Котильо». После ухода из последнего летом 2014 года долгое время находился в статусе свободного агента, пока зимой 2016 года, перед началом сезона в китайской Суперлиге, не подписал контракт с клубом «Чанчунь Ятай». За два года в клубе провёл 27 матчей в Суперлиге, после чего перешёл в клуб первой лиги «Циндао Хайню».

### Карьера в сборной
За сборную Тайваня дебютировал 3 сентября 2015 года в матче отборочного турнира чемпионата мира 2018 против сборной Ирака, в котором отыграл все 90 минут.